# Philipp Melanchthon (Dürer)
Le portrait de Philipp Melanchthon est une gravure sur cuivre au burin réalisée en 1526 par l'artiste de la Renaissance allemande Albrecht Dürer (1471-1528).

## Histoire
Sympathisant des nouvelles idées de la Réforme proposées par Martin Luther, le vieil Albrecht Dürer immortalise au burin le plus fidèle disciple de ce dernier, Philippe Mélanchthon. Ce brillant titulaire de la chaire de grec à l'université de Wittemberg, l'un des plus éminents professeurs d'Allemagne, ce qui lui valut le titre de « Praeceptor Germaniae », est l'un des grands théoricien du luthéranisme. A l'invitation du Conseil de la ville, il se rend à Nuremberg en novembre 1525 puis en mai 1526, pour y ouvrir une école publique. Il y est accueilli par l'humaniste Willibald Pirckheimer, qui l'introduit sans doute auprès de son ami Dürer, lequel l'apprécie beaucoup et exécute son portrait.
Dürer trace une petite esquisse à la plume (Casa Horne, Florence), préparatoire au burin dont la matrice originale est encore conservée (Schlossmuseum, Gotha (Allemagne)).

## Analyse
Le front haut et bombé, le nez aquilin et les yeux grands ouverts confèrent à Melanchthon un profil aussi ascétique qu'habité. Intelligence et vivacité d'esprit se dégagent de ce portrait où le penseur, représenté à l'air libre devant les nuages, semble extrait de toute contingence matérielle, comme le trahit son vêtement informel, dévoilant son cou.
Sur le parapet, une épigraphe à l'antique, semblable à celle des portraits de Frédéric le Sage, de Willibald Pirckheimer ou d'Érasme, valorise la « main savante » (docta manus) de Dürer, qui hausse son activité au statut d'art libéral, tout comme Melanchthon élevait sa spiritualité au niveau d'une véritable pensée.